# Erioptera caliptera
Erioptera caliptera är en tvåvingeart. Erioptera caliptera ingår i släktet Erioptera och familjen småharkrankar.

## Underarter
Arten delas in i följande underarter:
- E. c. caliptera
- E. c. femoranigra
- E. c. subevanescens